# Villers-Vicomte
Pour les articles homonymes, voir Villers.
Villers-Vicomte est une commune française située dans le département de l'Oise, en région Hauts-de-France.

## Géographie

### Communes limitrophes
|            | Fléchy          |           |
| Cormeilles | Villers-Vicomte | Esquennoy |
|            | Hardivillers    |           |

### Hydrographie
La commune est située dans le bassin Artois-Picardie. Elle n'est drainée par aucun cours d'eau.

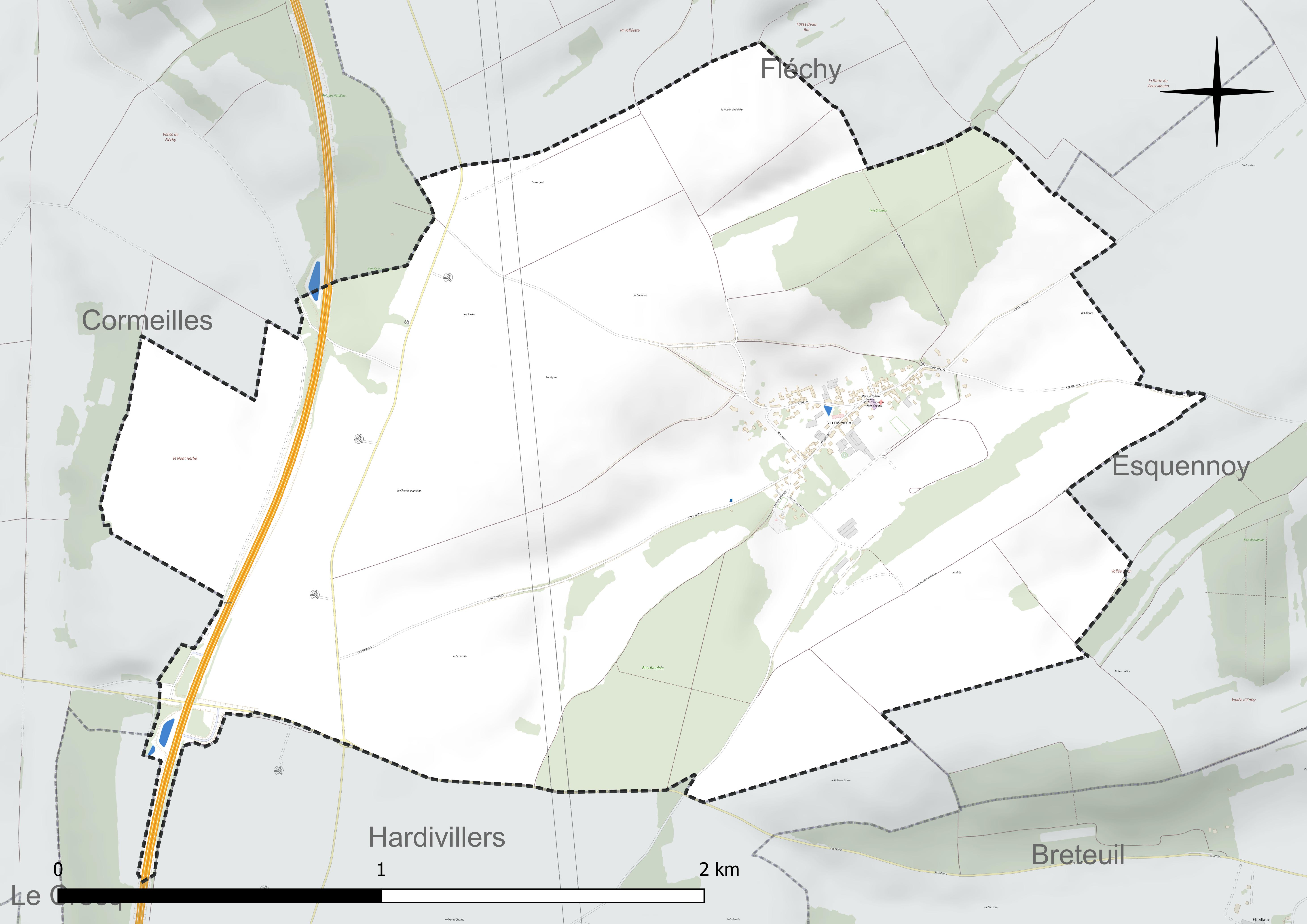
Réseau hydrographique de Villers-Vicomte.

### Climat
Pour des articles plus généraux, voir Climat des Hauts-de-France et Climat de l'Oise.
En 2010, le climat de la commune est de type climat océanique dégradé des plaines du Centre et du Nord, selon une étude du CNRS s'appuyant sur une série de données couvrant la période 1971-2000. En 2020, Météo-France publie une typologie des climats de la France métropolitaine dans laquelle la commune est exposée à un climat océanique et est dans la région climatique  Nord-est du bassin Parisien, caractérisée par un ensoleillement médiocre, une pluviométrie moyenne régulièrement répartie au cours de l'année et un hiver froid (3 °C). 
Pour la période 1971-2000, la température annuelle moyenne est de 10,5 °C, avec une amplitude thermique annuelle de 14,5 °C. Le cumul annuel moyen de précipitations est de 742 mm, avec 12,1 jours de précipitations en janvier et 8,4 jours en juillet. Pour la période 1991-2020, la température moyenne annuelle observée sur la station météorologique la plus proche, située sur la commune de Rouvroy-les-Merles à 9 km à vol d'oiseau, est de 10,7 °C et le cumul annuel moyen de précipitations est de 647,9 mm,. Pour l'avenir, les paramètres climatiques de la commune estimés pour 2050 selon différents scénarios d'émission de gaz à effet de serre sont consultables sur un site dédié publié par Météo-France en novembre 2022.

## Urbanisme

### Typologie
Au 1er janvier 2024, Villers-Vicomte est catégorisée commune rurale à habitat dispersé, selon la nouvelle grille communale de densité à sept niveaux définie par l'Insee en 2022.
Elle est située hors unité urbaine et hors attraction des villes,.

### Occupation des sols
L'occupation des sols de la commune, telle qu'elle ressort de la base de données européenne d'occupation biophysique des sols Corine Land Cover (CLC), est marquée par l'importance des territoires agricoles (86,3 % en 2018), en augmentation par rapport à 1990 (80,9 %). La répartition détaillée en 2018 est la suivante : 
terres arables (80,9 %), forêts (13,7 %), zones agricoles hétérogènes (5,4 %). L'évolution de l'occupation des sols de la commune et de ses infrastructures peut être observée sur les différentes représentations cartographiques du territoire : la carte de Cassini (XVIIIe siècle), la carte d'état-major (1820-1866) et les cartes ou photos aériennes de l'IGN pour la période actuelle (1950 à aujourd'hui).

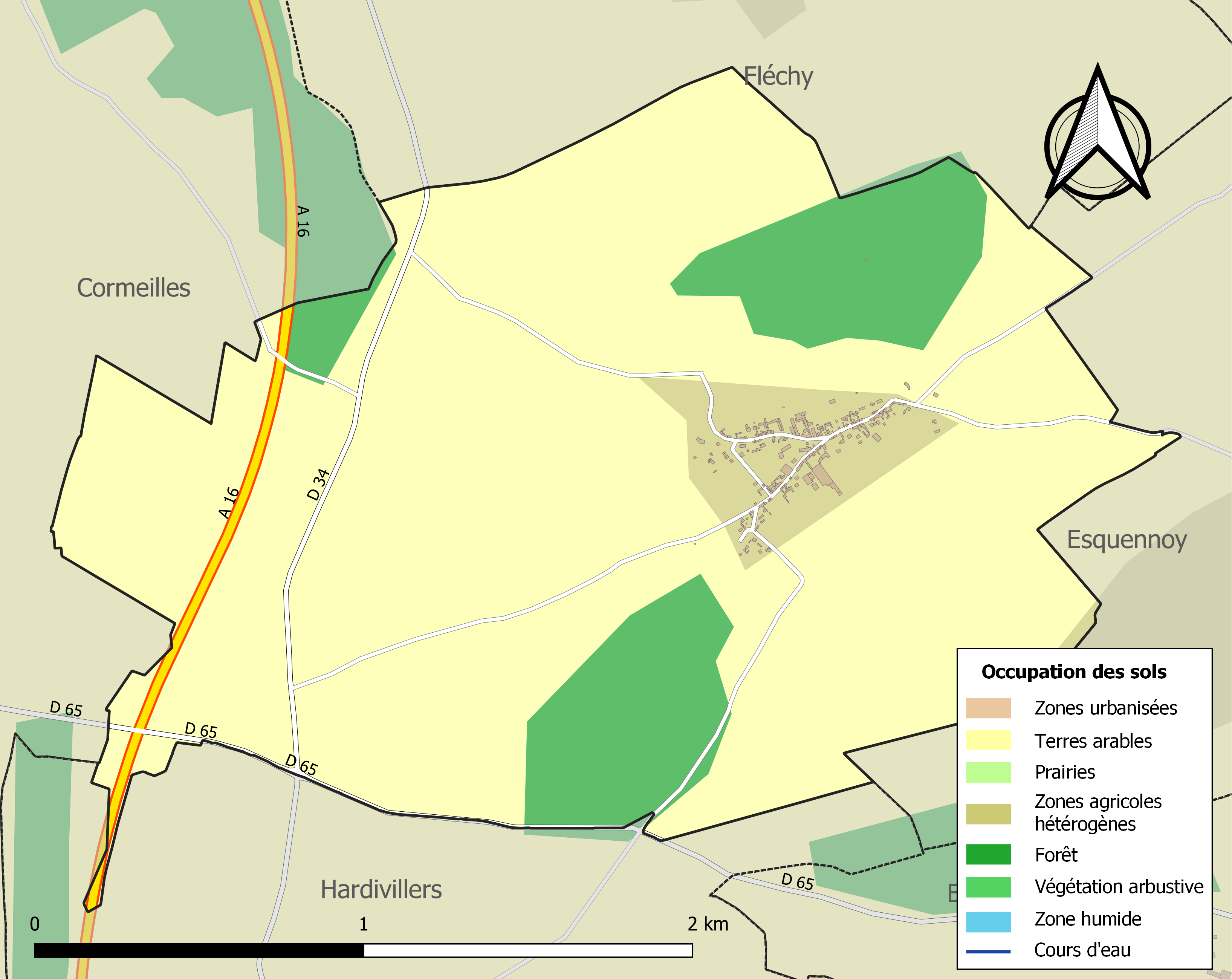
Carte des infrastructures et de l'occupation des sols de la commune en 2018 (CLC).

### Voies de communication et transports
La commune est desservie, en 2023, par les lignes 624 et 6122 du réseau interurbain de l'Oise.

## Toponymie
La localité a porté les noms de Villaris (766) ; « Villaris in comitatu Vendeleinsi » (847) ; « in comitatu Vendoliense in loco qui vocatur Villaris » (847) ; Villare Ausionibus (1220) ; Vilerious (1225) ; Villares vice-comitis (1248) ; Villers le viconte (1374) ; Villers le vicomte (1469) ; Villers le viconte (1523) ; Villiers le vicomte (1540) ; Villers le comte (1540) ; Villers-Vicomte (XVIIe).

Villers est un appellatif toponymique français et un patronyme qui procède généralement du gallo-roman villare, dérivé lui-même du gallo-roman villa « grand domaine rural », issu du latin villa rustica.
Villers-Vicomte, comme son nom l'indique, a toujours dépendu du comté de Breteuil.
Durant la Révolution française, la commune porte le nom de Villers-Marat.

## Histoire
Villers-Vicomte, comme son nom l'indique, a toujours dépendu du comté de Breteuil.
En 1827, un important incendie détruit 58 maisons du village.
En 1843, on comptait deux moulins à vent, trois puits publics et deux mares. Une partie de la population fabriquait des étoffes de laine. Des muches ou souterrains refuges étaient alors encore mentionnés, mais on n'en connaissait plus l'entrée.

## Politique et administration

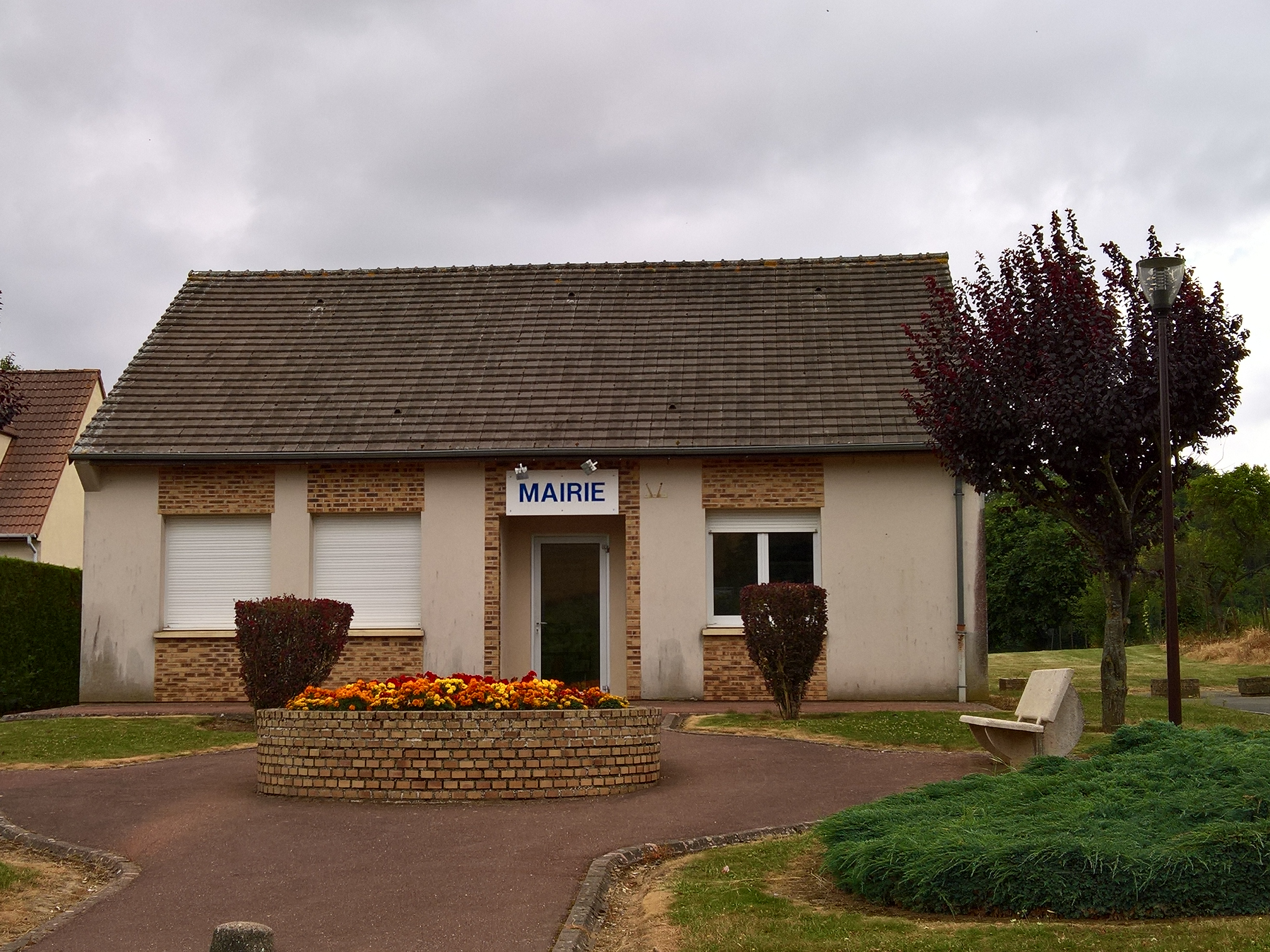
La mairie.

### Rattachements administratifs et électoraux
La commune se trouve dans l'arrondissement de Clermont du département de l'Oise. Pour l'élection des députés, elle fait partie de la première circonscription de l'Oise.
Elle faisait partie depuis 1793 du canton de Breteuil. Dans le cadre du redécoupage cantonal de 2014 en France, la commune rejoint le canton de Saint-Just-en-Chaussée.

### Intercommunalité
La commune faisait partie de la communauté de communes des Vallées de la Brèche et de la Noye créée fin 1992.
Dans le cadre des dispositions de la loi portant nouvelle organisation territoriale de la République (Loi NOTRe) du 7 août 2015, qui prévoit que les établissements publics de coopération intercommunale (EPCI) à fiscalité propre doivent avoir un minimum de 15 000 habitants, le préfet de l'Oise a publié en octobre 2015 un projet de nouveau schéma départemental de coopération intercommunale, qui prévoit la fusion de plusieurs intercommunalités, et notamment celle de Crèvecœur-le-Grand (CCC) et celle des Vallées de la Brèche et de la Noye (CCVBN), soit une intercommunalité de 61 communes pour une population totale de 27 196 habitants.
Après avis favorable de la majorité des conseils communautaires et municipaux concernés, cette intercommunalité dénommée communauté de communes de l'Oise picarde et dont la commune est désormais membre, est créée au 1er janvier 2017.

### Liste des maires
| Période                                  | Période                       | Identité      | Étiquette | Qualité                                             |
| ---------------------------------------- | ----------------------------- | ------------- | --------- | --------------------------------------------------- |
| Les données manquantes sont à compléter. |                               |               |           |                                                     |
| Avant 1864                               |                               | M. Lecointe   |           |                                                     |
| Les données manquantes sont à compléter. |                               |               |           |                                                     |
| avant 1995                               | 1995                          | Dolly Follet  |           |                                                     |
| 2001                                     | 2008                          | Jean Frérot   |           |                                                     |
| mars 2008                                | En cours (au 16 octobre 2019) | Patrice Traën |           | Agriculteur retraité Réélu pour le mandat 2014-2020 |

## Population et société

### Démographie

#### Évolution démographique
L'évolution du nombre d'habitants est connue à travers les recensements de la population effectués dans la commune depuis 1793. Pour les communes de moins de 10 000 habitants, une enquête de recensement portant sur toute la population est réalisée tous les cinq ans, les populations de référence des années intermédiaires étant quant à elles estimées par interpolation ou extrapolation. Pour la commune, le premier recensement exhaustif entrant dans le cadre du nouveau dispositif a été réalisé en 2008.

En 2022, la commune comptait 151 habitants, en évolution de −3,82 % par rapport à 2016 (Oise : +0,87 %, France hors Mayotte : +2,11 %).
| 1793 | 1800 | 1806 | 1821 | 1831 | 1836 | 1841 | 1846 | 1851 |
| ---- | ---- | ---- | ---- | ---- | ---- | ---- | ---- | ---- |
| 393  | 393  | 458  | 455  | 486  | 523  | 501  | 473  | 461  |

| 1856 | 1861 | 1866 | 1872 | 1876 | 1881 | 1886 | 1891 | 1896 |
| ---- | ---- | ---- | ---- | ---- | ---- | ---- | ---- | ---- |
| 430  | 425  | 393  | 362  | 315  | 311  | 294  | 296  | 265  |

| 1901 | 1906 | 1911 | 1921 | 1926 | 1931 | 1936 | 1946 | 1954 |
| ---- | ---- | ---- | ---- | ---- | ---- | ---- | ---- | ---- |
| 236  | 235  | 221  | 184  | 168  | 155  | 127  | 135  | 163  |

| 1962 | 1968 | 1975 | 1982 | 1990 | 1999 | 2006 | 2008 | 2013 |
| ---- | ---- | ---- | ---- | ---- | ---- | ---- | ---- | ---- |
| 146  | 148  | 109  | 118  | 153  | 142  | 151  | 154  | 160  |

| 2018 | 2022 | - | - | - | - | - | - | - |
| ---- | ---- | - | - | - | - | - | - | - |
| 145  | 151  | - | - | - | - | - | - | - |

#### Pyramide des âges
La population de la commune est relativement jeune.
En 2018, le taux de personnes d'un âge inférieur à 30 ans s'élève à 36,5 %, soit en dessous de la moyenne départementale (37,3 %). À l'inverse, le taux de personnes d'âge supérieur à 60 ans est de 24,2 % la même année, alors qu'il est de 22,8 % au niveau départemental.
En 2018, la commune comptait 79 hommes pour 66 femmes, soit un taux de 54,48 % d'hommes, largement supérieur au taux départemental (48,89 %).
Les pyramides des âges de la commune et du département s'établissent comme suit.
| Hommes | Classe d’âge | Femmes |
| ------ | ------------ | ------ |
| 0,0    | 90 ou +      | 0,0    |
| 2,5    | 75-89 ans    | 3,0    |
| 20,3   | 60-74 ans    | 22,7   |
| 21,5   | 45-59 ans    | 19,7   |
| 17,7   | 30-44 ans    | 19,7   |
| 19,0   | 15-29 ans    | 19,7   |
| 19,0   | 0-14 ans     | 15,2   |

| Hommes | Classe d’âge | Femmes |
| ------ | ------------ | ------ |
| 0,5    | 90 ou +      | 1,4    |
| 5,5    | 75-89 ans    | 7,6    |
| 15,6   | 60-74 ans    | 16,3   |
| 20,8   | 45-59 ans    | 20     |
| 19,4   | 30-44 ans    | 19,4   |
| 17,6   | 15-29 ans    | 16,2   |
| 20,6   | 0-14 ans     | 19,1   |

### Enseignement

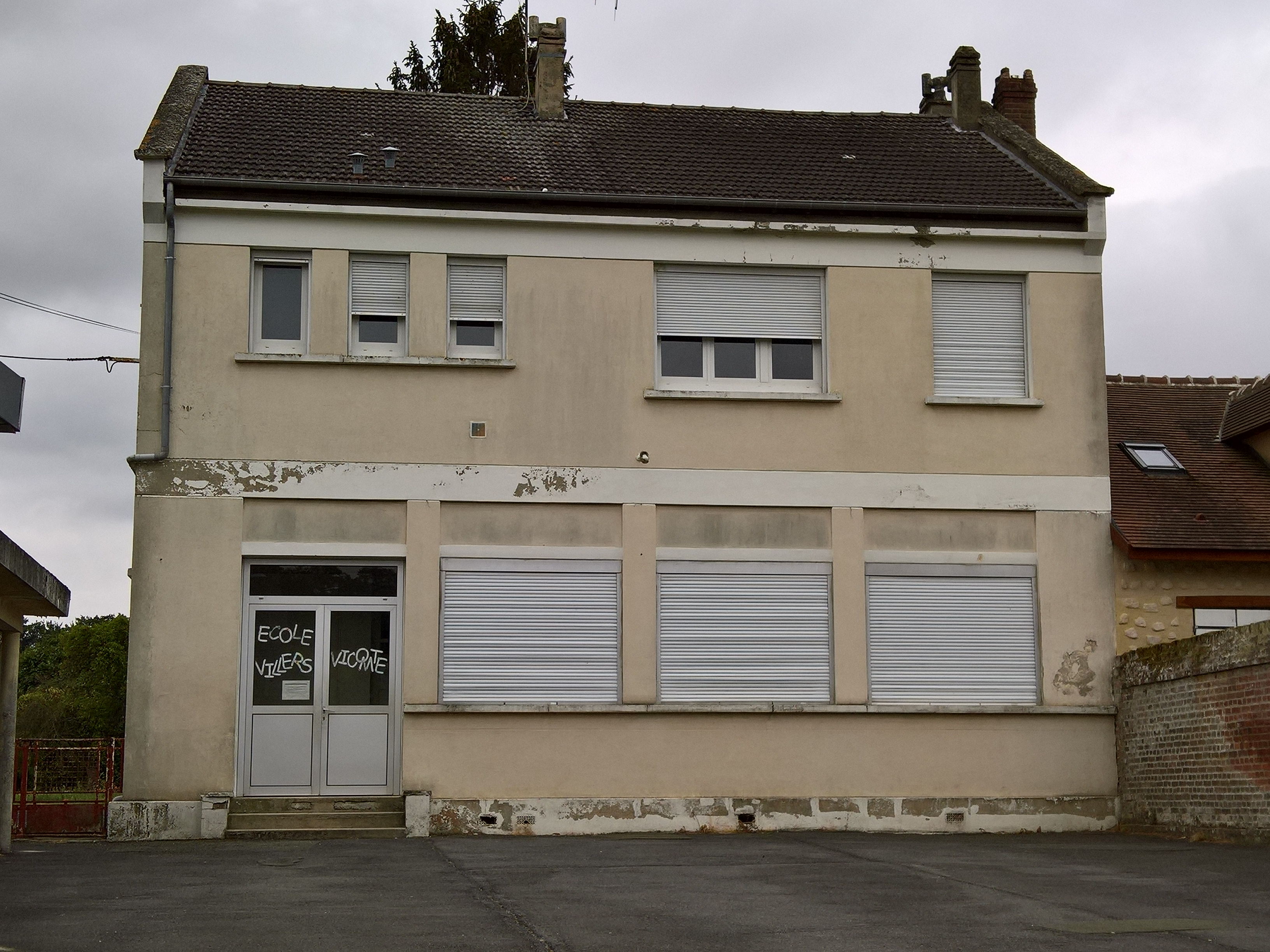
L'école à l'été 2018.

## Culture locale et patrimoine

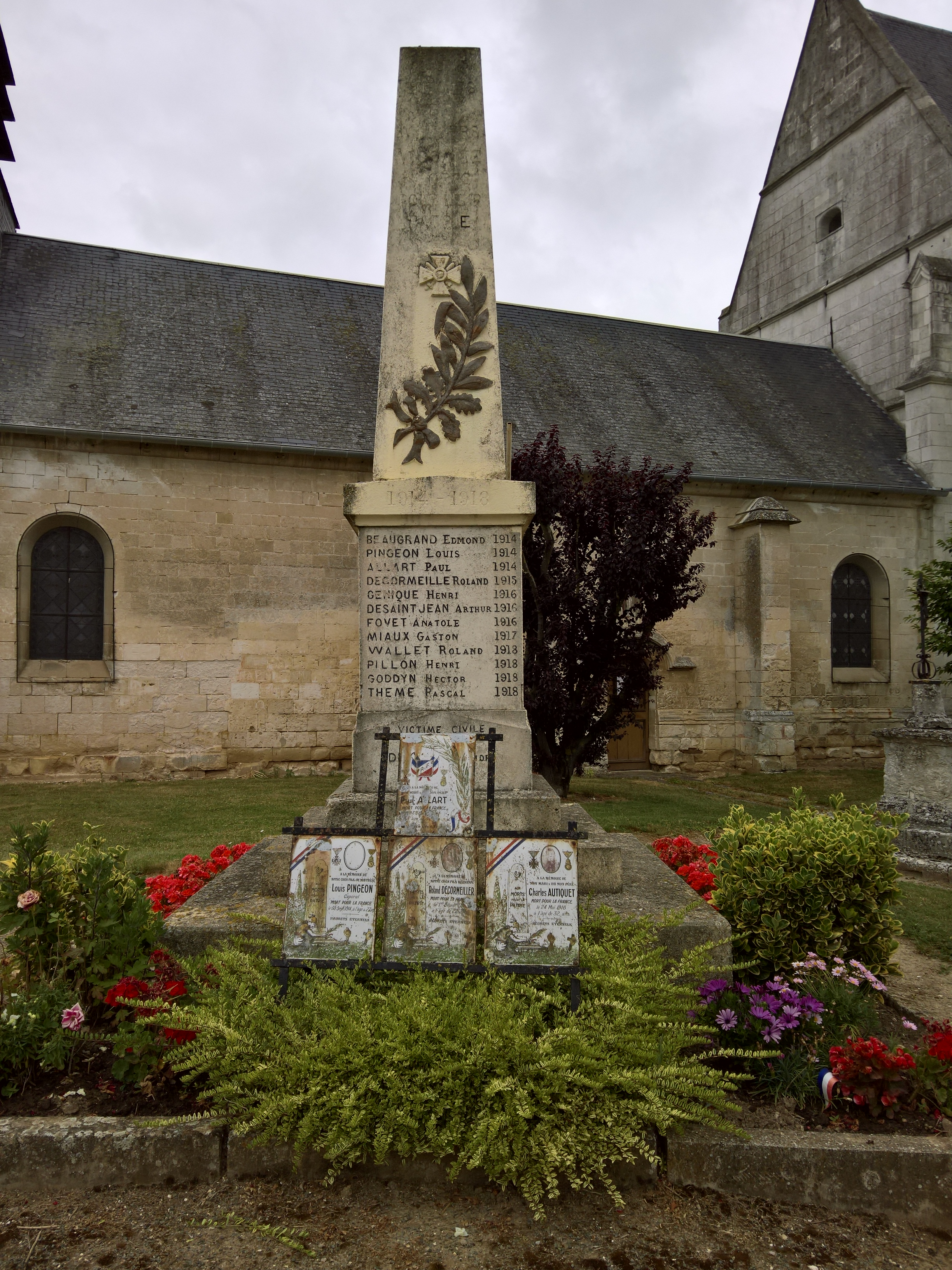
Le monument aux morts.

### Lieux et monuments
- Église Saint-Denis : possédant un chœur polygonal et voûté à pendentifs Renaissance, achevé en 1534, bien plus ample que la nef, reconstruite en 1829, ainsi que le clocher[14]. Des restes de vitraux anciens se trouvent dans l'édifice dont une verrière du XVIe siècle classée.

L'église contient une cuve baptismale du XIIe siècle, un bénitier à fût torsadé  du XVIe siècle, une chaire et un autel-retable du XVIIIe siècle,. Déteriorée par le temps, la municipalité a décidé d'un programme de travaux de réparations de l'église en trois tranches, dont la première en 2020
La sacristie, voûtée, date également du XVIe siècle.

L'église Saint-Denis
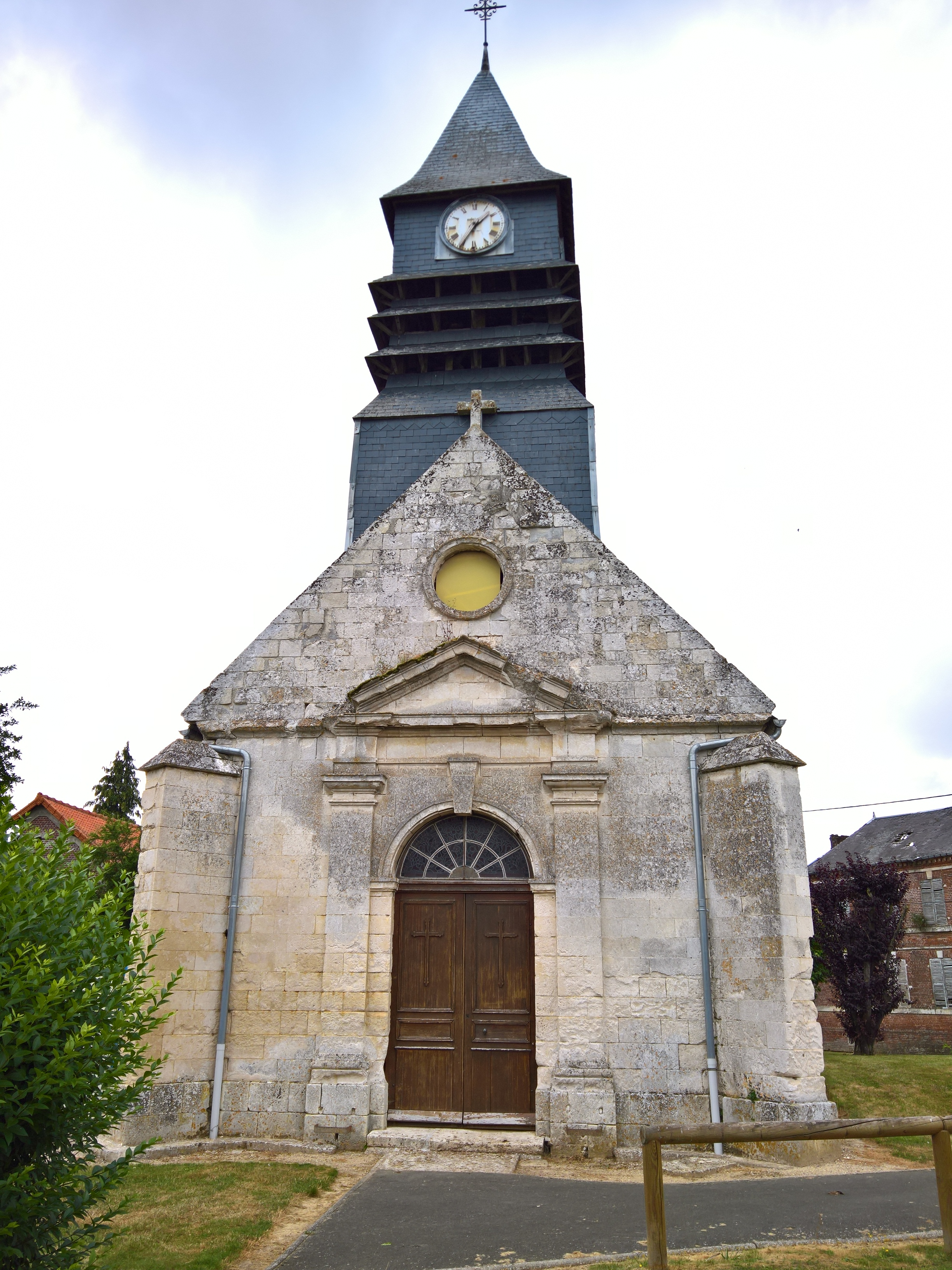
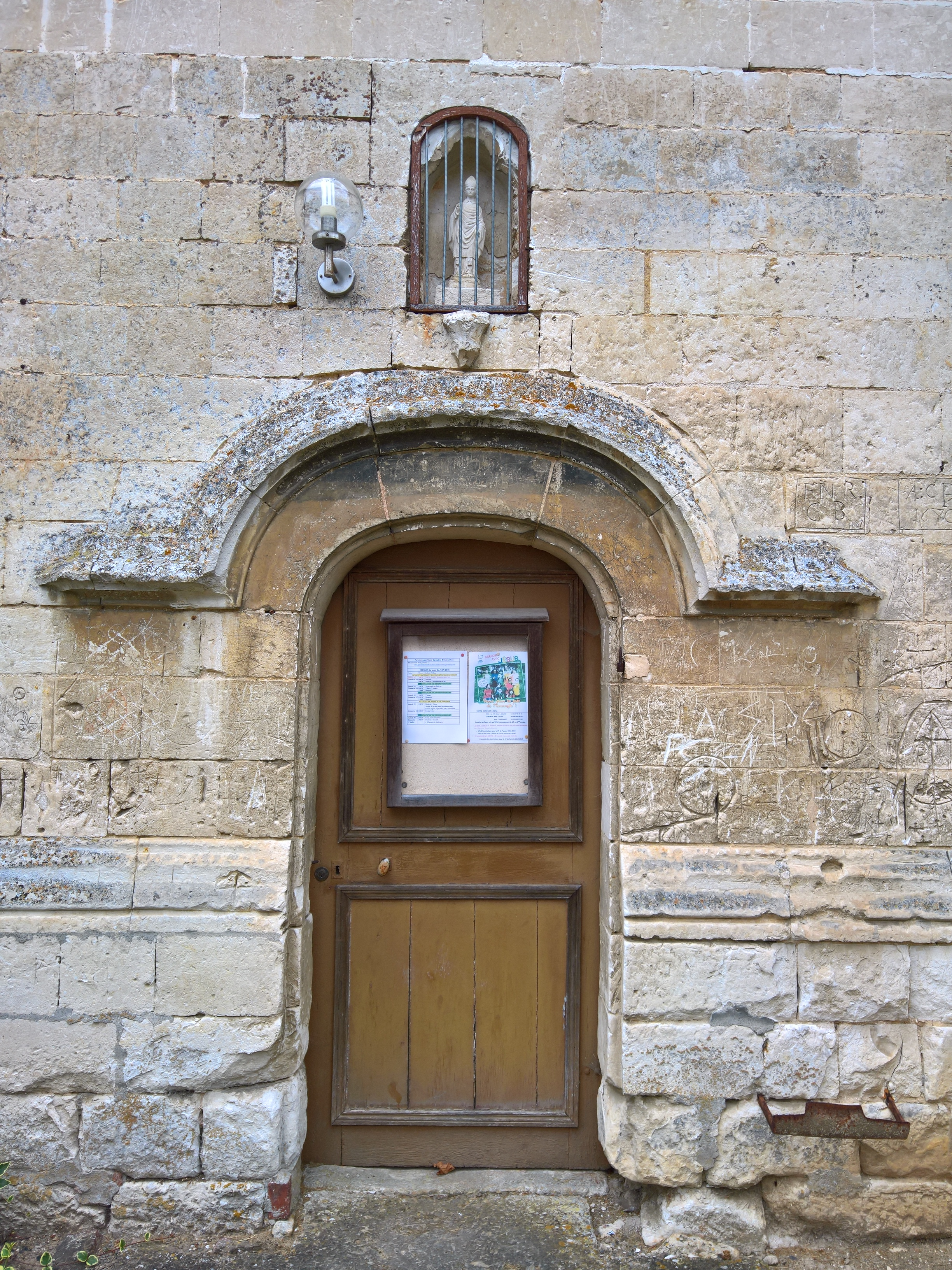
Statue de saint Denis au-dessus de l'entrée latérale.

- Chapelle Saint-Denis, dans le cimetière, du style du XVIe siècle[14].